# Giải đua ô tô Công thức 1 Bỉ 2008
Giải đua ô tô Công thức 1 Bỉ năm 2008 là chặng đua thứ mười ba của giải vô địch thế giới Công thức 1 năm 2008. Giải được tổ chức từ ngày 5 đến ngày 7 tháng 9 năm 2008.